# Katsuyuki Kondō
Katsuyuki Kondō (近藤勝之) (n. marzo de 1945 en Katsushika Ward, Tokio, Japón) es un ingeniero y practicante de artes marciales, alumno de Hosono Tsunejiro y de Takeda Tokimune de quién recibió el Menkyo kaiden, lo que lo convierte en el posible continuador de la dirección del Daito ryu Aiki jujutsu en carácter de Soke. Sin embargo dicha posición es cuestionada por otros maestros del arte.

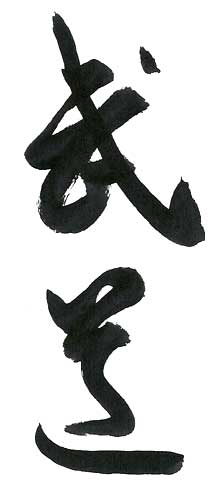
La palabra budō (artes marciales) escrita por Katsuyuki Kondō

## Biografía
Comenzó entrenando Daito ryu Aiki jujutsu con Hosono Tsunejiro (discípulo de Sōkaku Takeda ) en 1957 a los 12 años de edad. Por recomendación de Hosono, Katsuyuki va a estudiar con Yoshida Kotaro (吉田 幸太郎,1883–1966) (Kyoju Dairi de Sokaku Takeda) en 1963. Y comienza a recibir instrucción de Tokimune Takeda (武田 時宗, 1916-1993) a partir de la muerte de Yoshida en 1966 con  visitas periódicas al dojo Daitokai en Abashiri Hokkaido. En esos años tuvo la fortuna de entrenar con luminarias del Daito-ryu como Takuma Hisa, Kodo Horikawa y otros notables alumnos de Sokaku Takeda.
En 1964 Kondo funda un club de Daito-ryu en el campus mientras estudia ingeniería en la Universidad de Chiba. En 1969 Takeda Tokimune lo autoriza  a abrir un dojo en Katsushika Ward, Tokio al cual denomina Shimbukai y en 1974 le concede el Kyoju Dairi. En mayo de 1988 mientras Tokimune todavía gozaba de buena salud, Katsuyuki Kondo recibe el Menkyo kaiden, que firma y sella como Somucho (no como Soke). Lo cual se interpreta que el certificado corresponde al tradicional Daito-ryu Aikijujutsu y no al moderno Daito-ryu Aikibudo.
En la actualidad Katsuyuki Kondo es el único estudiante de Tokimune Takeda que recibió el Menkyo Kaiden, el rango de 7th dan, y el hiden mokuroku su Kyoju Dairi es reconocido por la Nihon Kobudo Kyokai (Japan Kobudo Association) y la Nihon Kobudo Shinkokai (Society for the Promotion of Japanese Kobudo)y aparece como el posible sucesor de Tokimune Takeda en la dirección del Daito-Ryu posición que es razón de conflicto interno entre diferentes maestros de este arte.